# Хроника стратегической оборонительной операции в Заполярье и Карелии
Хроника проведения Стратегической оборонительной операции в Заполярье и Карелии
| Дата                  | Оставлены советскими войсками | Другие события |  |
| --------------------- | ----------------------------- | --- |  |
| 29 июня 1941 года     | Энсо                          | Начало операции. Немецкие войска перешли в наступление в Заполярье                                                                                        |  |
| 30 июня 1941 года     | Титовка                       | |  |
| 1 июля 1941 года      |                               | Начато немецкое наступление на Саллу Начато финское наступление на Кестеньгу Начато финское наступление на Ухту Начато финское наступление на Элинсвеаара |  |
| 2 июля 1941 года      |                               | |  |
| 3 июля 1941 года      |                               | Начато финское наступление на Ругозеро Финское наступление на Элинсвеаара отбито                                                                          |  |
| 4 июля 1941 года      |                               | полуостров Рыбачий блокирован с суши. |  |
| 5 июля 1941 года      |                               | |  |
| 6 июля 1941 года      |                               | Немецкие войска приступили к форсированию Западной Лицы, захватив плацдарм Высажен советский десант в губе Западная Лица.                                 |  |
| 7 июля 1941 года      |                               | |  |
| 8 июля 1941 года      | Салла                         | Немецкие войска выбиты с плацдарма на Западной Лице |  |
| 9 июля 1941 года      |                               | |  |
| 10 июля 1941 года     |                               | Начаты немецко-финские атаки Кайрала Финские войска вышли к Войнице Финские войска перешли в наступление на петрозаводском и олонецком направлении        |  |
| 11 июля 1941 года     |                               | |  |
| 12 июля 1941 года     | Коккари Тольваярви            | |  |
| 13 июля 1941 года     |                               | Возобновлено немецкое наступление на Западной Лице, захвачен плацдарм                                                                                     |  |
| 14 июля 1941 года     | Муанто                        | Высажен советский десант в губе Западная Лица |  |
| 15 июля 1941 года     |                               | |  |
| 16 июля 1941 года     | Соанлахти Лоймола             | Финские войска вышли к Ладожскому озеру у Питкяранта |  |
| 17 июля 1941 года     |                               | |  |
| 18 июля 1941 года     |                               | |  |
| 19 июля 1941 года     |                               | Финские войска вышли на Софьянгу |  |
| 20 июля 1941 года     |                               | |  |
| 21 июля 1941 года     | Салми                         | |  |
| 22 июля 1941 года     | Мансила                       | |  |
| 23 июля 1941 года     |                               | Финские войска вышли к Корпиярви Советские войска, форсировав Видлицу, нанесли контрудар на Салми                                                         |  |
| 24 июля 1941 года     |                               | Прекращены немецко-финские атаки Кайрала Финские войска вышли к Тулоксе Высажен советский десант на остров Лункулансаари.                                 |  |
| 25 июля 1941 года     |                               | Закончен советский контрудар на Салми Эвакуация оставшееся части десант с острова Лункулансаари.                                                          |  |
| 26 июля 1941 года     |                               | Реболы Высажен советский десант на остров Мантсинсаари.                                                                                                   |  |
| 27 июля 1941 года     |                               | Эвакуация оставшееся части десанта с острова Мантсинсаари.                                                                                                |  |
| 28 июля 1941 года     |                               | |  |
| 29 июля 1941 года     |                               | |  |
| 30 июля 1941 года     |                               | Финские войска форсировали Софьянгу |  |
| 31 июля 1941 года     |                               | Начато финское наступление на Карельском перешейке |  |
| 1 августа 1941 года   |                               | |  |
| 2 августа 1941 года   | Энонсу                        | Началось немецкое наступление на десант в губе Западная Лица                                                                                              |  |
| 3 августа 1941 года   |                               | десант в губе Западная Лица эвакуирован. |  |
| 4 августа 1941 года   |                               | |  |
| 5 августа 1941 года   |                               | Советские войска предпринимают контрудар от Лахденпохья                                                                                                   |  |
| 6 августа 1941 года   |                               | Финское наступление на Карельском перешейке возобновлено.                                                                                                 |  |
| 7 августа 1941 года   | Кестеньга                     | |  |
| 8 августа 1941 года   |                               | |  |
| 9 августа 1941 года   | Лахденпохья                   | Финские войска вышли на западное побережье Ладоги. |  |
| 10 августа 1941 года  |                               | Советские войска предпринимают контрудар на Хийтола |  |
| 11 августа 1941 года  | Хийтола                       | |  |
| 12 августа 1941 года  |                               | Начата эвакуация советских войск с западного побережья Ладоги                                                                                             |  |
| 13 августа 1941 года  |                               | Начато финское наступление на Пааккола |  |
| 14 августа 1941 года  |                               | |  |
| 15 августа 1941 года  |                               | Финское наступление на Кестеньгу остановлено. |  |
| 16 августа 1941 года  | Сортавала                     | Советские войска отошли на рубеж реки Пизма |  |
| 17 августа 1941 года  |                               | |  |
| 18 августа 1941 года  |                               | Финские войска форсировали Вуоксу |  |
| 19 августа 1941 года  |                               | Возобновлены немецко-финские атаки Кайрала Остановлено финское наступление на Ухту                                                                        |  |
| 20 августа 1941 года  |                               | Советское командование принимает решение оставить укрепления по финской границе в районе Выборга                                                          |  |
| 21 августа 1941 года  |                               | Начато наступление финских войск на Выборг |  |
| 22 августа 1941 года  |                               | |  |
| 23 августа 1941 года  |                               | Финские войска нанесли удар с плацдарма на Вуоксе |  |
| 24 августа 1941 года  |                               | Финские войска перерезали железную дорогу Выборг — Ленинград                                                                                              |  |
| 25 августа 1941 года  |                               | |  |
| 26 августа 1941 года  |                               | |  |
| 27 августа 1941 года  | Кайрала                       | |  |
| 28 августа 1941 года  | Сувилахти                     | |  |
| 29 августа 1941 года  | Выборг                        | |  |
| 30 августа 1941 года  | Алакуртти                     | |  |
| 31 августа 1941 года  |                               | |  |
| 1 сентября 1941 года  |                               | Начата эвакуация советских войск из Койвисто |  |
| 2 сентября 1941 года  |                               | |  |
| 3 сентября 1941 года  |                               | |  |
| 4 сентября 1941 года  | Белоостров                    | Возобновлено наступление финских войск на Олонец и Петрозаводск                                                                                           |  |
| 5 сентября 1941 года  | Олонец                        | |  |
| 6 сентября 1941 года  |                               | |  |
| 7 сентября 1941 года  |                               | Финские войска вышли на Свирь Финские войска вышли к Пряже                                                                                                |  |
| 8 сентября 1941 года  |                               | Возобновлено немецкое наступление на Западной Лице |  |
| 9 сентября 1941 года  |                               | |  |
| 10 сентября 1941 года |                               | |  |
| 11 сентября 1941 года |                               | |  |
| 12 сентября 1941 года |                               | Советские войска заняли подготовленную оборону близ Ругозера                                                                                              |  |
| 13 сентября 1941 года |                               | |  |
| 14 сентября 1941 года |                               | |  |
| 15 сентября 1941 года |                               | Советские войска отошли на оборонительный рубеж по реке Верман                                                                                            |  |
| 16 сентября 1941 года |                               | |  |
| 17 сентября 1941 года |                               | |  |
| 18 сентября 1941 года |                               | Прекращено немецкое наступление на Западной Лице, начался отвод войск за реку                                                                             |  |
| 19 сентября 1941 года |                               | |  |
| 20 сентября 1941 года |                               | |  |
| 21 сентября 1941 года |                               | Финские войска возобновили наступление на Петрозаводск |  |
| 22 сентября 1941 года |                               | Финские войска вышли на побережье Онежского озера |  |
| 23 сентября 1941 года | Пряжа                         | |  |
| 24 сентября 1941 года |                               | |  |
| 25 сентября 1941 года |                               | |  |
| 26 сентября 1941 года |                               | |  |
| 27 сентября 1941 года |                               | |  |
| 28 сентября 1941 года |                               | |  |
| 29 сентября 1941 года |                               | |  |
| 30 сентября 1941 года |                               | |  |
| 1 октября 1941 года   |                               | Финским войска удалось создать плацдарм на Свири |  |
| 2 октября 1941 года   |                               | |  |
| 3 октября 1941 года   | Петрозаводск                  | |  |
| 4 октября 1941 года   |                               | |  |
| 5 октября 1941 года   |                               | |  |
| 6 октября 1941 года   |                               | |  |
| 7 октября 1941 года   |                               | |  |
| 8 октября 1941 года   |                               | |  |
| 9 октября 1941 года   |                               | |  |
| 10 октября 1941 года  |                               | Операция закончена |  |